# Amorphophallus carneus
Amorphophallus carneus är en kallaväxtart som beskrevs av Henry Nicholas Ridley. Amorphophallus carneus ingår i släktet Amorphophallus och familjen kallaväxter. Inga underarter finns listade.